# Tim Hänni
Tim Hänni (Köniz, 13 ottobre 1996) è un giocatore di football americano svizzero, che gioca come defensive tackle per gli Helvetic Mercenaries.
Dopo aver giocato dal 2011 al 2021 per i Bern Grizzlies, nel 2022 si trasferisce in ELF, prima agli Hamburg Sea Devils e poi agli Helvetic Guards (Mercenaries dal 2024).

## Palmarès
- 1 Swiss Bowl (Bern Grizzlies, 2016)